# 白胤謙
白胤謙（1595年—1666年），字子益、若水，號東谷，山西澤州直隸州陽城縣籍陕西清涧县人，明末清初政治人物。

## 生平
明朝天啓七年（1627年）丁卯科山西鄉試第五十八名舉人，崇禎十六年（1643年）癸未科進士，通政司觀政，改庶吉士。明亡降李自成，授縣令。隨即降清。順治二年（1645年），授內秘書院檢討，順治三年，任順天鄉試副考官、會試同考官。順治五年，任內弘文院侍讀。順治六年，任內弘文院侍讀學士。順治十二年，任內秘書院侍讀學士、內國史院學士、武會試副考官、武殿試讀卷官。順治十三年，升吏部右侍郎，同年改吏部左侍郎。順治十四年，升刑部尚書。順治十六年，改太常寺少卿。順治十七年，任通政使。康熙五年（1666年）七月二十三日卒，年七十二。

## 家族
曾祖白道，以孫白所知誥贈户部左侍郎。祖父白銘，省祭官。父白所蕴，崞縣訓導。
孫白畿，康熙戊辰進士。